# Cutină

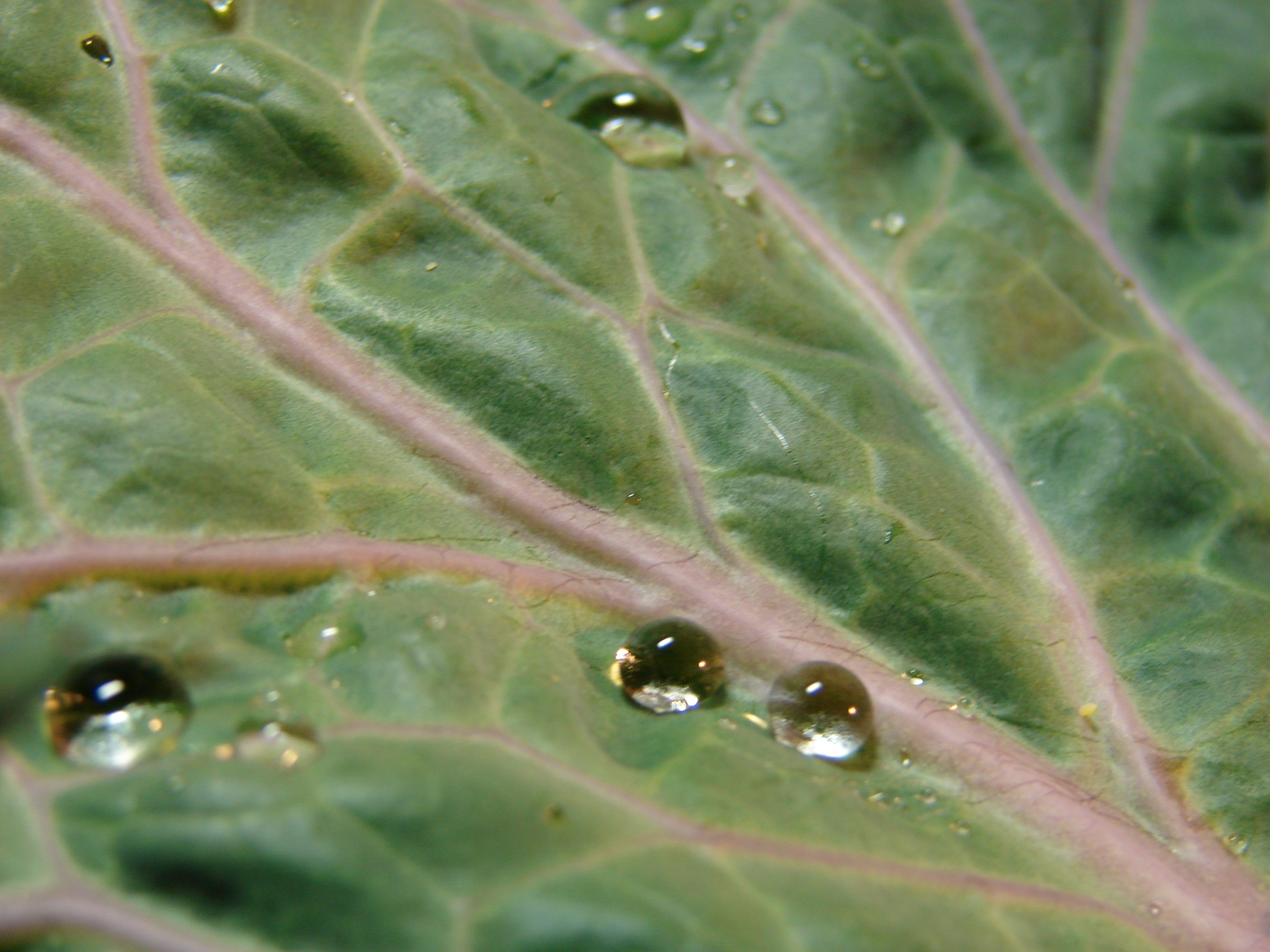
Impermeabilitatea frunzelor este datorată stratului de cutină

Calea biosintetică a cutinei și ligninei

Cutina este unul dintre cei doi polimeri de natură ceroasă care reprezintă principalele componente ale cuticulei plantelor, care acoperă toate suprafețele aeriene ale plantelor, celălalt fiind cutanul. Este o substanță insolubilă cu proprietăți impermeabile. Cutina adăpostește, de asemenea, ceară cuticulară, care ajută la menținerea structurii cuticulei. Cutanul, celălalt polimer principal al cuticulei, se păstrează mult mai ușor în fosile. Cutina este alcătuită din omega-hidroxi-acizi și derivații lor, care sunt interconectați prin legături esterice, formând un polimer poliesteric de dimensiuni nedeterminate. Depunerea de cutină la nivel celular, proces cunoscut sub numele de cutinizare, este realizată de celulele epidermice.
Există două familii majore de monomeri de cutină, familiile C16 și C18. Familia C16 este formată în principal din acid 16-hidroxi palmitic și acid 9,16- sau 10,16-dihidroxipalmitic. Familia C18 este formată în principal din acid 18-hidroxi oleic, acid 9,10-epoxi-18-hidroxi stearic și 9,10,18-trihidroxistearat.